# Jackie Cassello
Jackie Cassello (South Hempstead, 1966) é uma ex-ginasta estadunidense, que competiu em provas de ginástica artística.
Cassello, que tornou-se ginasta por influência da mãe, uma ginasta do passado, fez parte da equipe estadunidense que disputou os Jogos Pan-americanos de San Juan, em Porto Rico. Neles, foi membro da seleção que, pela primeira vez na história dos Pans, não subiu ao pódio. Individualmente, conquistou a medalha de prata na trave de equilíbrio, entre duas canadenses e uma cubana, e saiu-se vitoriosa da prova do salto sobre o cavalo, ao superar, agora, uma canadense e duas cubanas.